# Karotenoidna 1,2-hidrataza
Karotenoidna 1,2-hidrataza (EC 4.2.1.131, CrtC) je enzim sa sistematskim imenom likopen hidrolijaza (formira 1-hidroksi-1,2-dihidrolikopen). Ovaj enzim katalizuje sledeću hemijsku reakciju
(1) 1-hidroksi-1,2-dihidrolikopen {\displaystyle \rightleftharpoons } likopen + 2O;;
(2) 1,1'-dihidroksi-1,1',2,2'-tetrahidrolikopen {\displaystyle \rightleftharpoons } 1-hidroksi-1,2-dihidrolikopen + 2O
U Rubrivivax gelatinosus i Tiocapsa roseopersicina se formiraju oba produkta.

## Literatura
- Nicholas C. Price; Lewis Stevens (1999). Fundamentals of Enzymology: The Cell and Molecular Biology of Catalytic Proteins (Third изд.). USA: Oxford University Press. ISBN 019850229X.
- Eric J. Toone (2006). Advances in Enzymology and Related Areas of Molecular Biology, Protein Evolution (Volume 75 изд.). Wiley-Interscience. ISBN 0471205036.
- Branden C; Tooze J. Introduction to Protein Structure. New York, NY: Garland Publishing. ISBN 0-8153-2305-0.
- Irwin H. Segel. Enzyme Kinetics: Behavior and Analysis of Rapid Equilibrium and Steady-State Enzyme Systems (Book 44 изд.). Wiley Classics Library. ISBN 0471303097.

## Spoljašnje veze
- Carotenoid+1,2-hydratase на 